# Paradicula
Paradicula is een monotypisch geslacht van straalvinnige vissen uit de familie van eigenlijke tongen (Soleidae).

## Soort
- Paradicula setifer (Paradice, 1927)